# Universidad de Campania Luigi Vanvitelli
La Universidad de Campania Luigi Vanvitelli (en italiano: Università degli Studi della Campania "Luigi Vanvitelli", UNICAMPANIA) es una universidad estatal italiana fundada en 1990. Su domicilio social se encuentra en Caserta, pero sus departamentos se ubican también en Nápoles y otras ciudades de la región de Campania.
Desde su fundación hasta 2016 se llamó Segunda Universidad de Nápoles (SUN).

## Historia
La Universidad fue fundada en 1990 para descongestionar la superpoblada Universidad de Nápoles Federico II. El primer acto fue la separación de la Facultad de Medicina y Cirugía. El nombre elegido fue Segunda Universidad de Nápoles, ya que tres de las cuatro universidades napolitanas existentes eran instituciones universitarias de ordenamiento especial.
El nombre actual se adoptó oficialmente el 23 de noviembre de 2016, en homenaje al conocido arquitecto Luigi Vanvitelli, autor, entre otras obras, del Palacio Real de Caserta. La indicación geográfica se debe al hecho de que los departamentos universitarios se ubican en varias localidades de la región de Campania, concretamente: Nápoles, Caserta, Aversa, Capua y Santa Maria Capua Vetere. Otras sedes se encuentran en Ariano Irpino, Avellino, Grottaminarda y Marcianise.

## Organización
La Universidad se subdivide en cinco centros universitarios, por un total de 16 departamentos:

#### Aversa
- Departamento de Arquitectura y Diseño Industrial
- Departamento de Ingeniería

#### Caserta

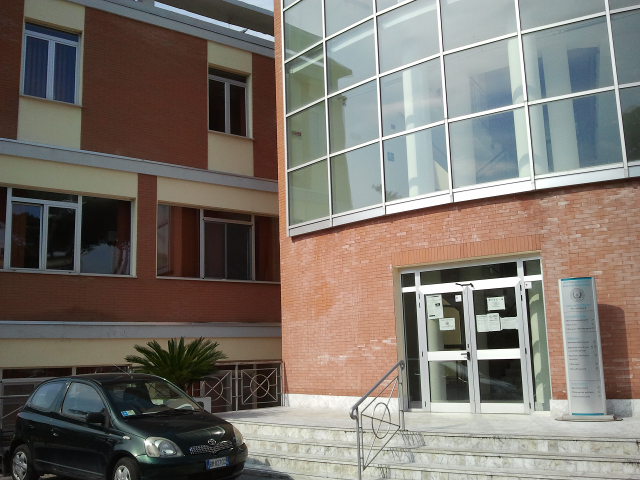
Centro científico en Caserta.

- Departamento de Matemáticas y Física
- Departamento de Psicología
- Departamento de Ciencia Política "Jean Monnet"
- Departamento de Ciencias y Tecnologías Ambientales Biológicas y Farmacéuticas

#### Capua
- Departamento de Economía

#### Nápoles

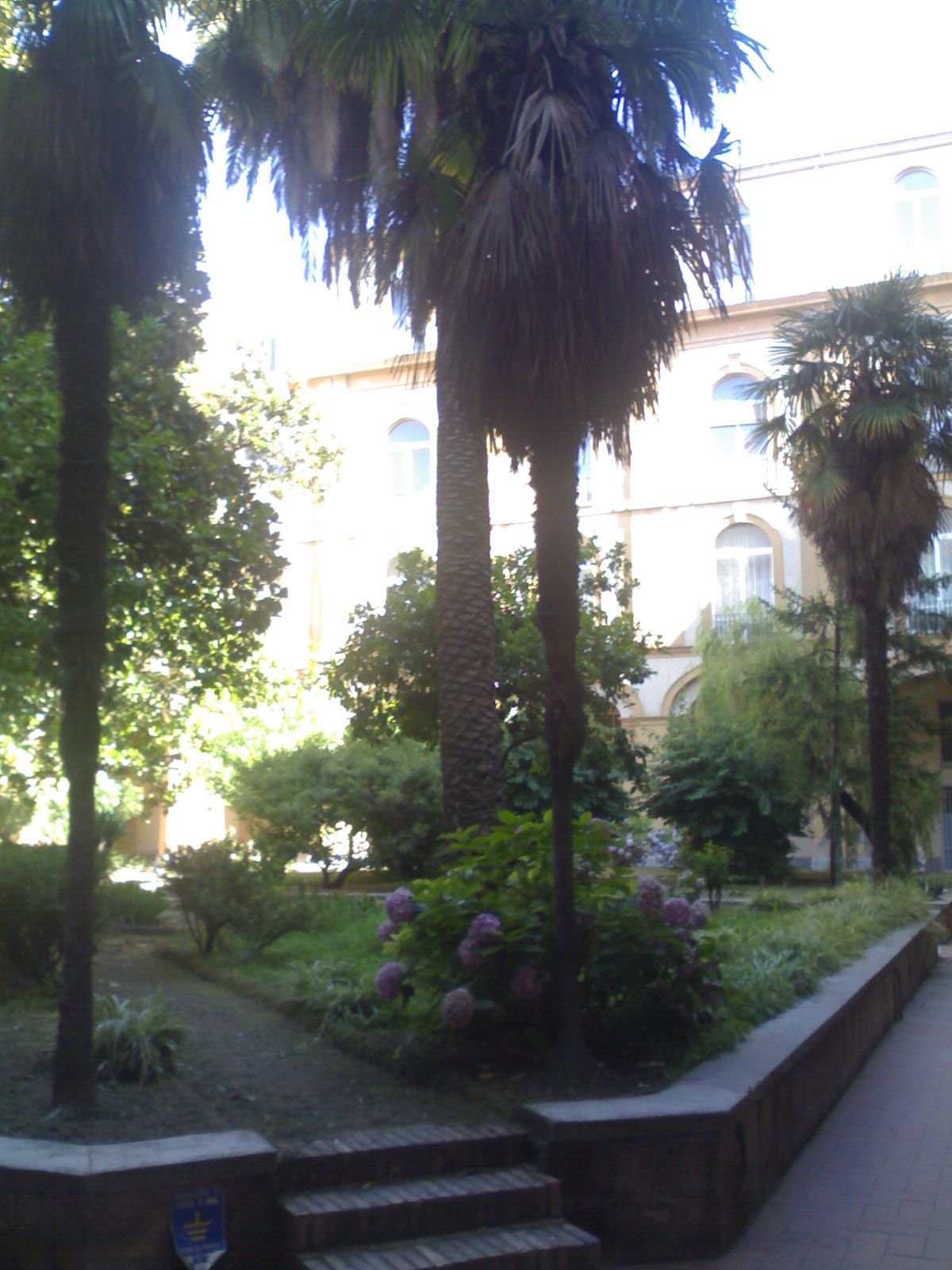
Claustro de Santa Patrizia en Nápoles, una de las sedes del Departamento de Medicina.

- Departamento de Medicina de Precisión
- Departamento de la Mujer, del Niño y de Cirugía General y Especializada
- Departamento de Medicina Experimental
- Departamento Multidisciplinar de Especialidades Médico-Quirúrgicas y Odontológicas
- Departamento de Ciencias Médicas Translacionales
- Departamento de Ciencias Médicas y Quirúrgicas Avanzadas
- Departamento de Salud Mental y Física y Medicina Preventiva

#### Santa Maria Capua Vetere
- Departamento de Derecho

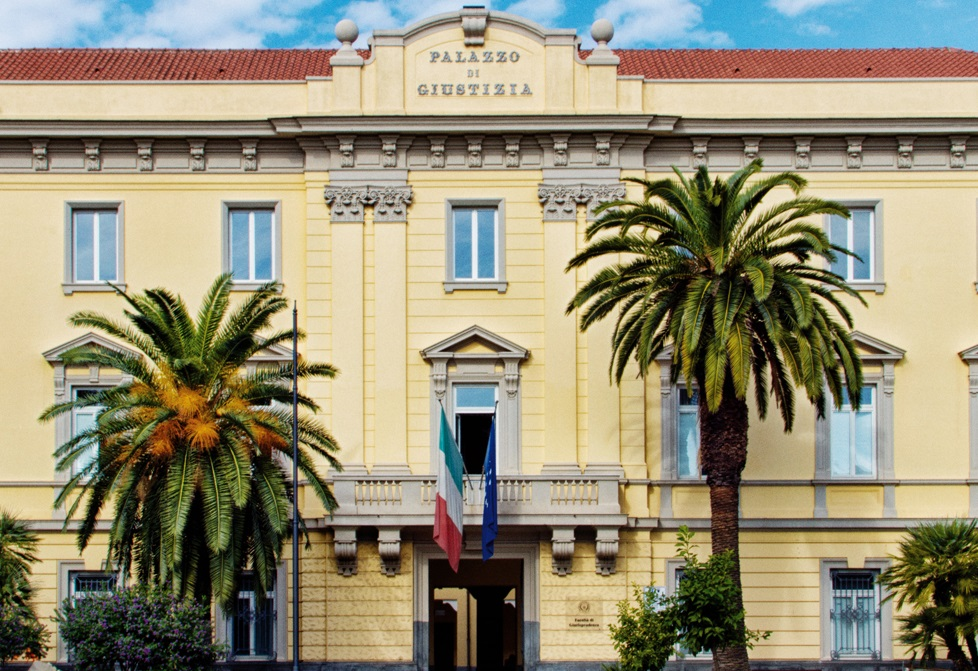
Palazzo Melzi, sede de la Facultad de Derecho.

- Departamento de Letras y Bienes Culturales

## Rectores
- Domenico Mancino (1990-1998)
- Antonio Grella (1998-2006)
- Francesco Rossi (2006-2014)
- Giuseppe Paolisso (2014-2020)
- Giovanni Francesco Nicoletti (desde 2020)[1]